# Boris Belkin

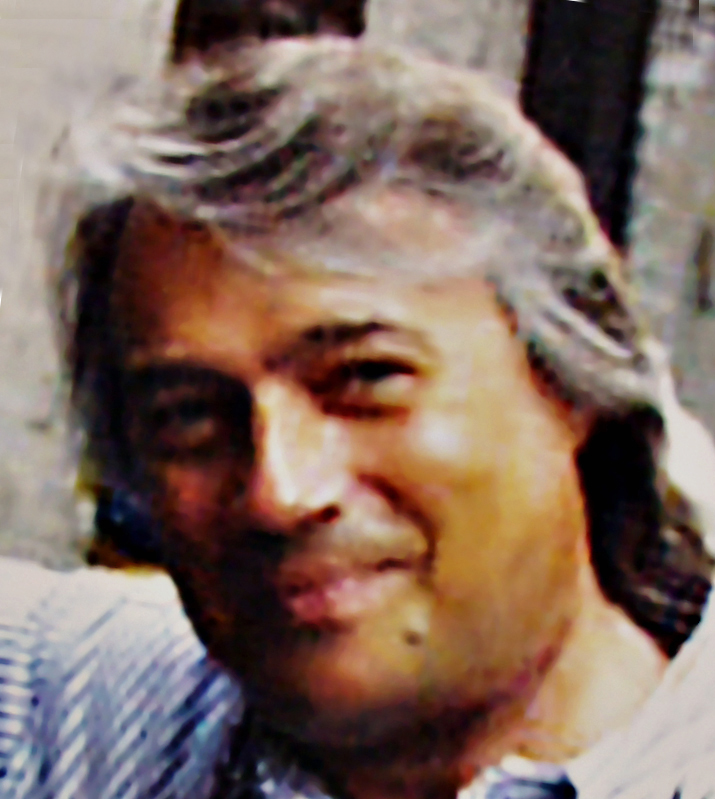
Boris Belkin

Boris Davidovitsj Belkin (Russisch: Борис Давидович Белкин) (Sverdlovsk, 26 januari 1948) is een violist geboren in Rusland.

## Opleiding
Als wonderkind begon bij op 6-jarige leeftijd met vioolspelen. Hij gaf zijn eerste concert met Kirill Kondrasjin toen hij zeven jaar oud was. Hij studeerde aan de Centrale muziekschool aan het Conservatorium van Moskou bij docenten Joeri Jankelevitsj en Feliks Andrievski.
Al toen hij nog student was speelde hij in de hele Sovjet-Unie met vooraanstaande nationale orkesten, en in 1973 won hij de eerste prijs tijdens het nationale Sovjet-concours voor violisten.

## Carrière
In 1974 emigreerde hij naar het westen en sindsdien speelde hij over de hele wereld met alle vooraanstaande internationale orkesten waaronder het Boston Symphony Orchestra, het Cleveland Orchestra, de Berliner Philharmoniker, het Israel Philharmonic Orchestra, de Los Angeles Philharmonic, het Philadelphia Orchestra, de Pittsburgh Symphony, het Montreal Symphony Orchestra, het Symphonieorchester des Bayerischen Rundfunks, het Koninklijk Concertgebouworkest, het NHK-symfonieorkest, de Sydney Symphony en alle belangrijke Britse orkesten.
Opnames van Belkin werden gebruikt in een groot aantal televisieproducties: een filmbiografie van Jean Sibelius, waarin hij het vioolconcert van Sibelius speelt met het Zweeds Radio Symfonieorkest en Asjkenazi, met Bernstein en de New York Philharmonic met het vioolconcert van Tsjaikovski, met Bernstein en het Orchestre National de France met Ravels Tzigane; en met Haitink en het Koninklijk Concertgebouworkest met Mozart en Paganini's eerste vioolconcert.
Dirigenten met wie hij speelde zijn onder anderen Bernstein, Asjkenazi, Mehta, Maazel, Muti, Ozawa, Sanderling, Temirkanov, Dohnányi, Dutoit, Gelmetti, Herbig, Tennstedt, Rattle, Haitink, Berglund, Mata, Chung, Hirokami, Fedoseyev, Ahronovitsj, Groves, Leinsdorf, Steinberg, Welser-Möst, Lazalev en Simonov.
In 1997 nodigde Isaac Stern Belkin uit om met hem te spelen tijdens het Miazaki Festival. Belkin is ook actief in de kamermuziek, waarbij hij speelt met mensen als Joeri Basjmet, Mischa Maisky en vele anderen. Sinds 1987 geeft Belkin masterclasses in Siena, Italië, aan de Accademia Chigiana. Sinds 1995 is hij verbonden aan het Conservatorium Maastricht
Belkin speelt op instrumenten gebouwd door Stradivarius (voormalige Sovjet-staatscollectie), Guadagnini (1754), Regazzi 1994 en 2007

## Discografie
- Niccolò Paganini - vioolconcert nr. 1 met het Israel Philharmonic Orchestra en Zubin Mehta; de eerste opname van Belkin, erg goed ontvangen.

Zijn andere opnames voor Decca zijn onder andere:
- Tsjaikovski en Jean Sibelius - vioolconcerten met de Philharmonia en Asjkenazy;
- Strauss - concert met het Berlijnse radio-orkest en Asjkenazi;
- Prokofjev - vioolconcert nr. 1 en nr. 2 met het London Symphony Orchestra en Kondrasji'n;
- Brahms - vioolconcert met het LSO en Fischer.

Voor het label Denon nam hij op:
- Prokofjev - vioolconcerten met het Tonhalle Orchester Zürich en Michael Stern;
- Sibelius en Bruch - vioolconcerten;
- Sjostakovitsj - vioolconcert nr. 1 en Glazoenov - vioolconcert met het Royal Philharmonic Orchestra en Junichi Hirokami;
- Tsjaikovski - vioolconcert met de London Philharmonic en Stern;
- Mozart - Concert in A-majeur K219 en Sinfonia Concertante met de Salzburg Chamber Soloists;
- Brahms - vioolsonates met Michel Dalberto.